# Рубирола, Мишель
Мишель Рубирола (фр. Michèle Rubirola; род. 28 июля 1956, Марсель) — французский врач и политик, член партии «Европа Экология Зелёные», первая женщина — мэр Марселя (2020).

## Биография
Родилась в 1956 году Марселе в семье иммигрантов из Италии и Испании. Восприняла от родителей приверженность марксистско-ленинской идеологии, с 1970-х годов является политической активисткой, но в юности увлекалась также и спортом — играла в женской футбольной команде клуба Олимпик Марсель. Получила высшее медицинское образование.
В 2002 году примкнула к движению «зелёных», в 2008 году избрана в совет одного из округов Марселя, в 2015 году избрана в департаментский совет от партии Европа Экология Зелёные, в январе 2020 года возглавила коалицию «Марсельская весна».

### В должности мэра Марселя
15 марта 2020 года в первом туре муниципальных выборов в Марселе «Союз левых сил» Рубиролы победил с результатом 23,44 %, а 28 июня во втором туре голосования возглавляемая ей коалиция ЕЭЗ, социалистов, коммунистов и партии «Непокорённая Франция» получила 39,9 % голосов, опередив блок во главе с республиканкой Мартин Вассаль (29,8 %) и националистов представителя Национального объединения Стефана Равье (19,8 %).
4 июля 2020 года депутаты муниципального совета большинством голосов — 51 против 41, поданного за республиканца Ги Тесьера — избрали Мишель Рубирола новым мэром Марселя (она стала первой женщиной, избранной на эту должность).
24 сентября 2020 года мэрия Марселя выступила против введённых правительством новых ограничительных мер, призванных затормозить вторую волну коронавирусной инфекции COVID-19, и предложила отложить их на 10 дней (23 сентября министр здравоохранения Оливье Веран отнёс метрополию Экс-Марсель и Гваделупу к наиболее опасным регионам с эпидемиологической точки зрения, вследствие чего в Марселе с 26 сентября должны быть закрыты все бары, рестораны и прочие заведения, привлекающие большое количество людей, исключая те, где соблюдается строгий санитарный протокол — театры, кинотеатры и музеи).
15 декабря 2020 года объявила об отставке по состоянию здоровья (временно обязанности мэра возложены на первого заместителя мэра Бенуа Пайяна).
21 декабря 2020 года депутаты муниципального совета избрали Пайяна мэром, а Рубирола заняла освобождённую им должность первого заместителя.